# Насекомоядни
 Тази статия е за разреда бозайници.  За екологичната група вижте Насекомоядно животно.  
Насекомоядни (Insectivora, Eulipotyphla или Lipotyphla) е съврeменна неформална група дребни и средно големи плацентни бозайници, които в минали класификации са били обединени в разред, носещ същото име. Считани са за най-примитивния разред плацентни бозайници, като съществуват поне от еоцена насам.
В по-старите класификации разред Насекомоядни включва много по-голям кръг съществуващи и изчезнали животни, отколкото е прието сега. През 80-те години голям брой родове са преквалифицирани извън него, като остатъчният разред понякога е наричан Lypotyphla. Продължилите изследвания довеждат до обособяването на златните къртици (Chrysochloridae) и тенрековите (Tenrecidae) в самостоятелен разред Afrosoricida. През последните години се налага мнението, че остатъчният разред, разглеждан в тази статия и понякога наричан Eulypotyphla, също е парафилетичен и от него трябва да бъдат отделени семейство Таралежови (Erinaceidae) и може би семейство Земеровкови (Soricidae).

## Класификация
- Семейство Erinaceidae — Таралежови
- Семейство Nesophontidae
- Семейство Solenodontidae
- Семейство Soricidae — Земеровкови
- Семейство Talpidae – Къртицови

## Общи сведения
Размерите им варират от 3,5 cm при етруската белозъбка (Suncus etruscus) до 44 cm при обикновения гимнур (Echinosorex gymnura). 
Тялото е покрито с къса козина или бодли. Кожните жлези са най-често добре развити. Главата им е удължена, често завършваща със силно подвижен нос. Зрението им често пъти е слабо и неразвито или липсва (при някои къртици очите дори са покрити с кожа), но за сметка на това обонянието и осезанието са добре развити. Имат добре развити челюсти и дъвкателна мускулатура.

## Разпространение
Срещат се почти на всички континенти (с изключение на Антарктида и Австралия). В Южна Америка са слабо застъпени. 
В България се срещат представители на семействата Таралежови (Erinaceidae; 1 вид), Къртицови (Talpidae; 2 вида) и Земеровкови (Soricidae; 7 вида).

## Начин на живот и хранене
Водят наземен (таралежи), подземен (къртици), земноводен (водни земеровки) и много рядко дървесен начин на живот. 
Често пъти си изкопават дупки или свиват гнезда за убежище по време на сън. Характерно за разреда е, че някои видове изпадат в летаргия по време на неблагоприятни климатични условия (таралежът например изпада в зимен сън). Активни са най-често нощем. 
Хранят се преди всичко, както се вижда от името на разреда, с насекоми, стоножки, червеи и други дребни безгръбначни, но консумират и растителна храна, както яйца и мърша, а също и някои гръбначни животни (по-специално евразийските таралежи ядат змии).

## Размножаване
Могат да имат от 1 до 25 малки, които се раждат слепи и неразвити, майката ги храни с мляко, подобно на другите бозайници. Годишно могат да отгледат до 3 поколения.

## Допълнителни сведения
Повечето видове на територията на България са защитени от закона, някои (например - таралежи) могат да бъдат отглеждани като домашни любимци.